# Ron Cobb
 (juin 2019).
Si vous disposez d'ouvrages ou d'articles de référence ou si vous connaissez des sites web de qualité traitant du thème abordé ici, merci de compléter l'article en donnant les références utiles à sa vérifiabilité et en les liant à la section « Notes et références ».
Pour les articles homonymes, voir Cobb.
Ronald Ray Cobb, dit Ron Cobb, né le 21 septembre 1937 à Los Angeles et mort le 21 septembre 2020 à Sydney de la maladie à corps de Lewy, est un dessinateur de presse, illustrateur, chef décorateur, scénariste et réalisateur américain. Il est devenu une légende dans sa profession en travaillant sur « Retour vers le futur », « Alien » ou encore « Star Wars », il est l'inventeur de la DeLorean (voiture du film « Retour vers le Futur ») et du Nostromo (vaisseau spatial dans le film « Alien »).

## Biographie
À l'âge de 18 ans, sans formation graphique particulière, Ron Cobb commence à travailler comme intervalliste aux Walt Disney Studios à Burbank (Californie). Il grimpe les échelons et finit par être chargé du découpage du scénario de La Belle au bois dormant (1959).
Licencié par Disney en 1957 après son travail sur La Belle au bois dormant, il pratique divers métiers — facteur, assembleur dans une fabrique de portes, assistant peintre en publicité — avant d'être incorporé dans l'armée américaine en 1960. Pendant deux ans, il livre des documents confidentiels autour de San Francisco. Il décide alors de rempiler pour une année supplémentaire afin d'éviter une affectation dans l'infanterie et est envoyé au Viêt Nam en tant que dessinateur pour le Signal Corps.
À partir de 1965, il collabore au Los Angeles Free Press comme artiste freelance. Édité et publié par Art Kunkin (en), le Los Angeles Free Press est un des premiers journaux alternatifs des années 1960, connu pour sa ligne éditoriale radicale. Les dessins politiques de Cobb sont parmi les plus célèbres du journal et il participe régulièrement à divers journaux de l'Underground Press Syndicate (en). Bien que considéré comme l'un des meilleurs dessinateurs politiques des années 1960 et 1970, Cobb ne parvient pas à gagner sa vie avec ses dessins et doit continuer à exercer des petits boulots.

Le drapeau de l'écologie (version thêta)

Outre ses dessins de presse, il réalise en 1967 la pochette de l'album After Bathing at Baxter's du groupe Jefferson Airplane et conçoit en 1969 un visuel sur l'écologie en superposant les lettres e (pour environnement) et o (pour organisme). Le symbole, rappelant la lettre grecque thêta, apparaît pour la première fois dans les colonnes du Los Angeles Free Press. Cobb le met ensuite dans le domaine public et le magazine Look l'utilise pour créer le drapeau de l'écologie, sur le modèle du drapeau des États-Unis. À cette époque, il participe aussi au film culte Dark Star (1973) en dessinant les lignes du vaisseau spatial.
En 1972, il s'installe à Sydney en Australie avec sa femme Robin Love. Il continue à travailler pour des journaux alternatifs, notamment The Digger (en).

### Son œuvre
Ses premiers dessins sont rassemblés en 1967 par Sawyer Press. D'autres recueils suivent, édités en Amérique ou en Australie. Son recueil broché en noir et blanc My fellow Americans (en anglais), traitant de politique, d'écologie et de technologie, se vend dans les rues en France, en Belgique et aux Pays-Bas. Une version française est éditée au même format sous le nom Tous copains, tous Américains. En France, toujours, Le Livre de Cobb, reprenant ses dessins de presse, est publié en 1978 par les éditions Dandelion.
En 1981, une monographie intitulée Colorvision présente une grande partie de son travail pour les films La Guerre des étoiles (1977), Alien (1979) et Conan le Barbare (1982), premier long métrage pour lequel il est cité au générique comme chef décorateur ; ses dessins de deux accessoires du film — l'épée du père de Conan et celle qu'il trouve dans le tombeau — sont toujours utilisés pour fabriquer des répliques achetées par les fans. 
Ron Cobb a également contribué aux films Starfighter (1984), Profession : Génie (1985), Retour vers le futur (1985), Aliens, le retour (1986), Abyss (1989), Leviathan (1989), Total Recall (1990), True Lies (1994), Le Sixième Jour (2000), Comme chiens et chats (2001) et Southland Tales (2006).
À la fin des années 1970, Ron Cobb participe à l'écriture de Night Skies (en), une première version, d'inspiration plus sombre, du film E.T. l'extra-terrestre (1982). Steven Spielberg lui propose d'en être le metteur en scène mais la réalisation des effets spéciaux pose problème et une réécriture majeure du scénario s'avère nécessaire. Cobb, bloqué sur le tournage de Conan le Barbare en Espagne, ne peut s'en charger. Spielberg décide alors de s'y atteler et donne au film une orientation plus personnelle qui l'amène à en assurer la réalisation.
Au cours des années 1980, Ron Cobb coécrit avec sa femme Sans abri, un épisode de La Cinquième Dimension. Il réalise aussi en 1992 une comédie intitulée Garbo.
Pendant les années 1990, il travaille avec l'éditeur de jeux Rocket Science Games sur Loadstar: The Legend of Tully Bodine (1994) et The Space Bar (en) (1997), pour lequel il conçoit tous les personnages.

## Filmographie en tant que conceptual artist

### Cinéma
- 1977 : Star Wars, épisode IV : Un nouvel espoir (Star Wars: Episode IV – A New Hope) de George Lucas (non crédité)
- 1979 : Alien, le huitième passager de Ridley Scott
- 1981 : Les Aventuriers de l'arche perdue (Raiders of the Lost Ark) de Steven Spielberg
- 1986 : Aliens, le retour (Aliens) de James Cameron
- 1989 : Meet the Hollowheads (en) de [[Thomas R. Burman (en)]]
- 1989 : Abyss de James Cameron
- 1989 : Les Gladiateurs de l'Apocalypse (Robot Jox) de Stuart Gordon (non crédité)
- 1990 : Total Recall de Paul Verhoeven
- 1996 : Space Truckers de Stuart Gordon
- 2000 : Titan A.E. de Don Bluth et Gary Goldman
- 2000 : À l'aube du sixième jour (The 6th Day) de Roger Spottiswoode
- 2006 : Southland Tales de Richard Kelly

### Télévision
- 1986 : Histoires fantastiques (Amazing Stories) (épisode Magic Saturday)
- 2002 : Firefly